# 제임스 윌슨 (하우스)

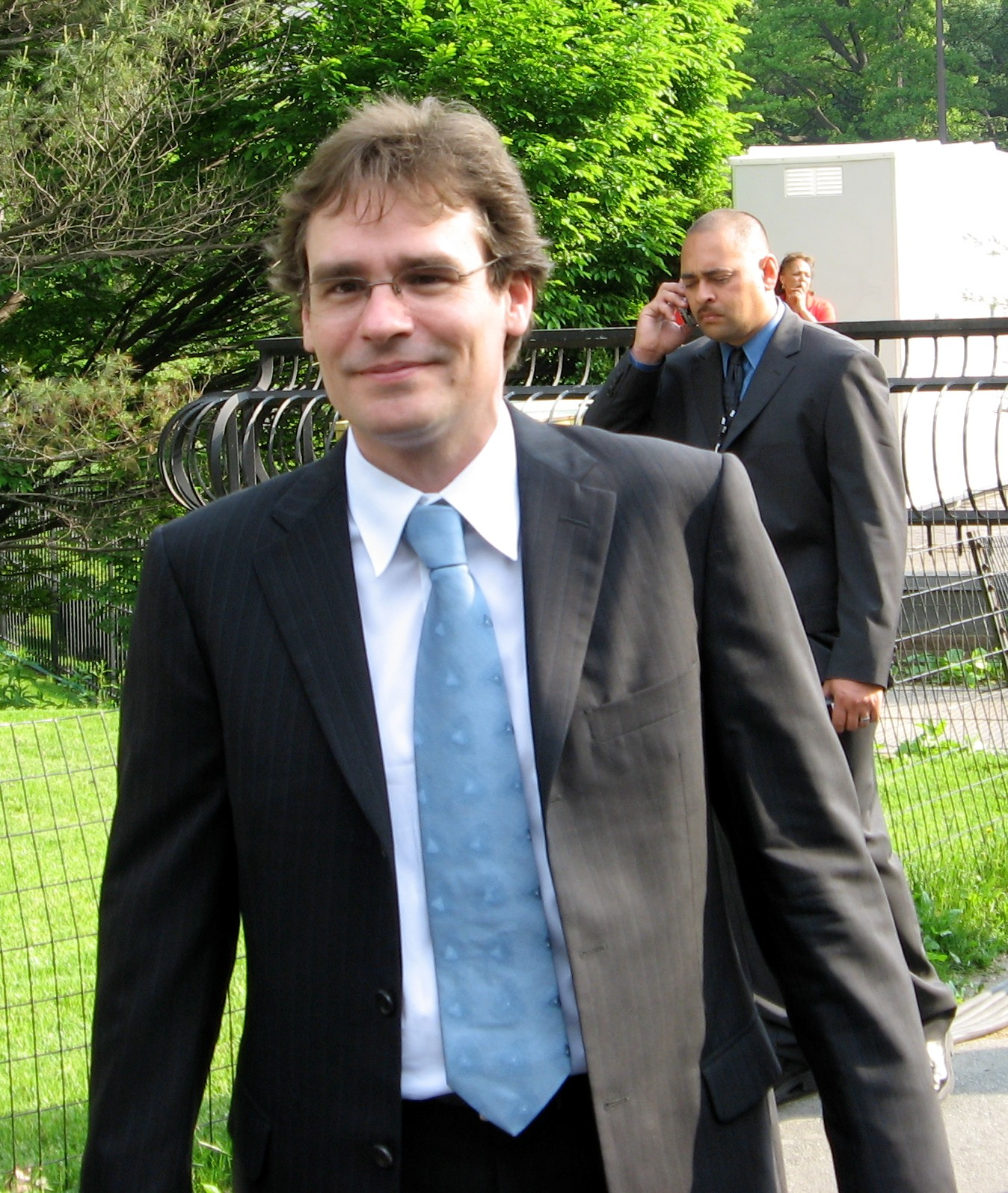

제임스 에번 윌슨(James Evan Wilson)은 《하우스》의 등장인물이다. 배우는 로버트 숀 레너드이다. 가상 병원인 프린스턴-플레인즈버러 대학병원의 종양학과장이다. 그레고리 하우스의 유일한 친구이고 자주 그를 위해 의학적인 조언을 해준다. 윌슨에게는 두 명의 형제가 있는데 이 중 한 명은 노숙자로 살고 있으며 윌슨과 몇 년째 만나지 못한 사이다.

## 종교
병원의 경영인인 리사 커디처럼 윌슨은 유대인이다. 그의 종교는 하우스의 첫 에피소드인 〈Pilot〉에서부터 밝혀진다. 이 에피소드에서 윌슨이 하우스에게 환자를 맡기게 하려고 환자가 그의 사촌이라고 속이는데 에릭 포어맨이 환자의 집 냉장고에서 보통 유대인들이 먹지 않는 햄을 발견한다. 〈Damned If You Do〉에서는 하우스에게 크리스마스 저녁으로 초대하지만 하우스가 윌슨은 유태인이라고 반문하자, 대신 하누카 저녁으로 초대한다. 윌슨의 이니셜은 (JEW, 유태인)이다.

## 관계

### 그레고리 하우스
제임스 윌슨 역을 맡은 로버트 숀 레오나드에 의하면《하우스》는 애초에 하우스와 윌슨을 중심으로한 드라마였다고 한다. 둘의 관계는 홈즈 - 왓슨 관계와 유사했으나, 드라마가 진행되면서 하우스와 함께 일하는 세 의사들이 왓슨의 역할을 맡게 되었다고 한다. 《하우스》의 제작자 케이티 제이컵스는 윌슨이 그의 연인과 결별한 후 하우스의 집에서 임시로 머무는 것은 단순히 잠시 동안 필요한 집을 찾는 것보다 하우스와의 우정을 위안으로 삼는 것을 상징한다고 했다. 윌슨은 하우스의 유일한 친구이고 자주 의학적인 조언을 해준다. 하우스가 해고당할 위기에 처할 때 병원장인 리사 커디와 함께 유일하게 해고를 반대하고 하우스가 바이코딘 소지로 조사를 받고 있을 때 하우스가 윌슨의 싸인을 위조했다는 게 밝혀지자 그를 위해 거짓말을 한 바 있다.

### 이성관계
윌슨은 세 차례의 결혼경험이 있다. 세 전처들의 이름은 샘, 보니와 줄리로 밝혀졌다. 세 번 모두 실패로 끝나자 하우스는 윌슨이 상처받은 여자들과 관계를 시작하는 데 중독되었다고 생각하고 윌슨의 관심으로 다시 행복해질때면 윌슨은 싫증이 난다고 주장한다. 시즌 7에는 첫 번째 부인이었던 Sam과 다시 만나 관계를 맺지만 결국 끝나고야만다. 하우스는 윌슨이 이틀 연속으로 같은 옷을 입고 병원에 출근하자 하우스는 밤에 집으로 귀가하지 않았다고 추리하고 윌슨이 짝짝이 양말을 신고 오자 부인을 피하기 위해서 일부러 불을 켜지 않고 옷을 입었다는 것을 알아낸다.
하우스의 제작자인 케이티 제이컵스는 하우스와 윌슨의 우정이 강한 이유는 둘 다 진지한 관계를 멀리해서라고 한다. 하지만 하우스와 달리 이성관계의 가능성이 다가올 때 윌슨은 본인이 원하는 것을 생각하지 못하고 상대방을 행복하게 만들고 싶어한다고 한다. 윌슨 본인도 불륜을 여러 번 한 적 있다고 인정한다. 〈Spin〉에서 처음 결혼 한 당시 만난 사람으로 추정되는 "누군가"가 윌슨을 기분을 들뜨고 좋게 (funny, good) 만들었고 그 기분을 놓고 싶지 않았다는 게 이혼의 발단이 되었다고 고백했다. 시즌 3의 후반부터 병원장인 리사 커디와 데이트를 하기 시작하지만 둘은 친구일 뿐이라고 주장한다.